# Google Search Console
Google Search Console (anteriormente conocido como Google Webmaster Tools) es un servicio gratuito para webmasters de Google que permite a los creadores de páginas web comprobar el estado de la indexación de sus sitios en internet por el buscador y optimizar su visibilidad. También, es una herramienta en la cual se puede hacer modificaciones para mejorar el aspecto de la página web.
El servicio dispone de herramientas que permiten a los webmasters:
- Enviar y comprobar un mapa del sitio (sitemap).
- Comprobar y ajustar la frecuencia de indexación, y ver con qué frecuencia Googlebot visita un sitio determinado.
- Producir y comprobar un archivo robots.txt.
- Enumerar los enlaces de páginas internas y externas a ese sitio.
- Ver qué palabras clave en las búsquedas de Google han llevado a ese sitio, y la tasa de clic en las palabras de esa lista.
- Ver estadísticas sobre cómo Google indexa el sitio, y los errores que haya podido encontrar.

Además, es posible enlazar esta herramienta de Google con Google Analytics para medir de mejor manera y unificada, las estadísticas del sitio web.

## Nuevo Google Search Console
Google ha renovado por completo la interfaz, herramientas e informes de Search Console en un proceso que lleva varios años de cambios y adaptaciones:
- El 1 de agosto de 2017 Google anuncia el rediseño y lanzamiento de la versión BETA de la nueva Search Console, abierta inicialmente para un pequeño grupo de usuarios
- El 8 de enero de 2018 abre la versión BETA a todos los usuarios de Search Console, añadiendo algunas de las funciones más populares y manteniendo el acceso a la antigua versión
- El 4 de septiembre de 2018 la nueva Search Console sale de BETA y se convierte en una versión operativa, iniciando el proceso de migración de la versión antigua a la nueva
- El 25 de enero de 2019 se actualiza la información con los nuevos cambios realizados y los que están en proyecto
- El 9 de septiembre de 2019 Google se despide del viejo Search Console, redirigiendo las páginas de inicio y del panel de control a la nueva versión y eliminando informes antiguos

Los cambios y actualizaciones están siendo constantes, incluyendo la creación de nuevos informes y la migración de herramientas antiguas a nuevas versiones que han dejado obsoleta cualquier información sobre Search Console anterior a 2020.